# Passage to Marseille
 (енгл. Passage to Marseille) је филм из 1944. који заснован на роману Sans Patrie кога су написали Чарлс Хордхоф и Џејмс Норман Хол. Филм је режирао Мајкл Кертиз, док главну главне улоге играју Хамфри Богарт и Мишел Морган.

## Улоге
| Глумац                             | Улога              |
| ---------------------------------- | ------------------ |
| Хамфри Богарт                      | Жан Матрак         |
| Клод Рајнс                         | капетан Фресине    |
| Мишел Морган                       | Пола               |
| Филип Дорн                         | Рено               |
| Сидни Гринстрит                    | мајор Дувал        |
| Питер Лори                         | Маријус            |
| Џорџ Тобајас                       | Пти                |
| Хелмут Дантин                      | Гару               |
| Џон Лодер                          | Манинг             |
| Виктор Франсен                     | капетан Патен Мало |
| Владимир Соколоф                   | Грандпере          |
| Едуардо Чанели (као Едвард Чанели) |                    |